# Margny-sur-Matz
Margny-sur-Matz és un municipi francès, situat al departament de l'Oise i a la regió dels Alts de França. L'any 2007 tenia 495 habitants.

## Demografia

### Població
El 2007 la població de fet de Margny-sur-Matz era de 495 persones. Hi havia 168 famílies de les quals 34 eren unipersonals (34 homes vivint sols), 57 parelles sense fills, 73 parelles amb fills i 4 famílies monoparentals amb fills.
La població ha evolucionat segons el següent gràfic:
Habitants censats

### Habitatges
El 2007 hi havia 207 habitatges, 180 eren l'habitatge principal de la família, 7 eren segones residències i 20 estaven desocupats. 196 eren cases i 11 eren apartaments. Dels 180 habitatges principals, 161 estaven ocupats pels seus propietaris, 17 estaven llogats i ocupats pels llogaters i 2 estaven cedits a títol gratuït; 1 tenia una cambra, 6 en tenien dues, 19 en tenien tres, 42 en tenien quatre i 112 en tenien cinc o més. 150 habitatges disposaven pel capbaix d'una plaça de pàrquing. A 64 habitatges hi havia un automòbil i a 108 n'hi havia dos o més.

### Piràmide de població
La piràmide de població per edats i sexe el 2009 era:
| Homes | Edats   | Dones |
| ----- | ------- | ----- |
| 0     | 95 o +  | 0     |
| 0     | 90 a 94 | 0     |
| 4     | 85 a 89 | 4     |
| 8     | 80 a 84 | 12    |
| 8     | 75 a 79 | 4     |
| 12    | 70 a 74 | 16    |
| 8     | 65 a 69 | 0     |
| 4     | 60 a 64 | 0     |
| 16    | 55 a 59 | 16    |
| 24    | 50 a 54 | 12    |
| 12    | 45 a 49 | 16    |
| 16    | 40 a 44 | 20    |
| 20    | 35 a 39 | 20    |
| 12    | 30 a 34 | 12    |
| 4     | 25 a 29 | 12    |
| 0     | 20 a 24 | 0     |
| 16    | 15 a 19 | 12    |
| 28    | 10 a 14 | 48    |
| 12    | 5 a 9   | 20    |
| 0     | 0 a 4   | 4     |

## Economia
El 2007 la població en edat de treballar era de 319 persones, 228 eren actives i 91 eren inactives. De les 228 persones actives 211 estaven ocupades (119 homes i 92 dones) i 18 estaven aturades (9 homes i 9 dones). De les 91 persones inactives 40 estaven jubilades, 29 estaven estudiant i 22 estaven classificades com a «altres inactius».

### Ingressos
El 2009 a Margny-sur-Matz hi havia 188 unitats fiscals que integraven 524,5 persones, la mediana anual d'ingressos fiscals per persona era de 20.103 €.

### Activitats econòmiques
Dels 17 establiments que hi havia el 2007, 1 era d'una empresa de fabricació de material elèctric, 2 d'empreses de fabricació d'altres productes industrials, 4 d'empreses de construcció, 2 d'empreses de comerç i reparació d'automòbils, 2 d'empreses d'hostatgeria i restauració, 3 d'empreses financeres, 2 d'empreses immobiliàries i 1 d'una empresa de serveis.
Dels 5 establiments de servei als particulars que hi havia el 2009, 1 era un taller de reparació d'automòbils i de material agrícola, 1 paleta, 1 electricista, 1 empresa de construcció i 1 restaurant.
L'any 2000 a Margny-sur-Matz hi havia 13 explotacions agrícoles que ocupaven un total de 413 hectàrees.

## Equipaments sanitaris i escolars
El 2009 hi havia una escola maternal integrada dins d'un grup escolar amb les comunes properes formant una escola dispersa.

## Poblacions més properes
El següent diagrama mostra les poblacions més properes.